# Mietsicherheit
In Deutschland ist die Mietsicherheit (umgangssprachlich Mietkaution) die Leistung eines Geldbetrages durch den Mieter an seinen Vermieter zur Sicherung der aus dem Mietverhältnis herrührenden Forderungen des Vermieters (Miete, Nebenkosten und Reparaturleistungen bei Beendigung des Mietverhältnisses, Nutzungsentschädigung, Schadensersatz, Prozesskostenerstattungsansprüche). Bei preisgebundenem Wohnraum ist nur die Absicherung von Ansprüchen aus unterlassenen Schönheitsreparaturen und Schäden zulässig (§ 9 Abs. 5 Satz 1 WoBindG).

## Allgemeines
Mietverträge sind Dauerschuldverhältnisse, bei denen die Mietzahlungspflicht des Mieters über einen langen Zeitraum hinweg bestehen bleibt. Während der Mietzeit kann daher für den Vermieter ein Mietausfallrisiko entstehen, wenn der Mieter die Miete ganz oder teilweise nicht mehr zahlen kann (Bonitätsrisiko bei Zahlungsunfähigkeit) oder nicht mehr zahlen will (Mietnomaden mit Zahlungsunwilligkeit), während der Vermieter weiterhin die Mieträume zur Verfügung stellt. Hiergegen gibt es für den Vermieter verschiedene Möglichkeiten der Risikominderung, wovon die Mietsicherheit die wichtigste ist.

## Rechtsfragen
Der Mieter ist zwar gesetzlich nicht verpflichtet, eine Mietsicherheit zu stellen, dennoch wird sie in der Regel vereinbart. Unwirksam ist eine solche Vereinbarung gemäß § 1 Abs. 3, § 16 Neubaumietenverordnung (NMV) lediglich für Wohnraum, der mit Wohnungsfürsorgemitteln für Angehörige des öffentlichen Dienstes gefördert worden ist. Unterbleibt die Zahlung der Mietsicherheit bei einem Mietvertrag über Wohnraum und erreicht der ausbleibende Betrag zwei Kaltmieten, kann der Vermieter das Mietverhältnis fristlos kündigen (§ 569 Abs. 2a BGB). Bei anderen Mietverträgen kann nur im Einzelfall nach dem allgemeinen Kündigungstatbestand des § 543 Abs. 1 BGB gekündigt werden.
Gemäß dem Mietrecht sind für Wohnraum bei der Festlegung der Mietsicherheit gesetzlichen Beschränkungen von § 551 BGB einzuhalten, weshalb die Höhe auf das Dreifach der Kaltmiete beschränkt ist. Bis zum Inkrafttreten der Mietrechtsreform von 2001 konnte die Mietsicherheit nur als Spareinlage mit dreimonatiger Kündigungsfrist und dort üblichen Zinssätzen angelegt werden. Die in § 551 BGB geregelte Mietsicherheit kann jetzt, wenn sich beide Mietvertragsparteien einig sind, auch in anderen Formen angelegt werden. Die Erträge stehen dem Mieter zu.
Die Regelung des § 551 Abs. 3 Satz 3 BGB, wonach der Vermieter eine ihm als Sicherheit überlassene Geldsumme getrennt von seinem Vermögen bei einem Kreditinstitut auf einem offenen Treuhandkonto anzulegen hat, soll sicherstellen, dass die Kaution vor dem Zugriff der Gläubiger des Vermieters gesichert ist. Solche Konten werden auch Anderkonto, Sonderkonto oder Mietkautionskonto genannt.
Stehen dem Vermieter gegen den Mieter Ansprüche zu, die von der Kaution gesichert sind, kann er auf die Kaution zugreifen. Bei einer geleisteten Barkaution geschieht dies durch Erklärung der Aufrechnung. Der Vermieter kann wegen § 215 BGB auch mit bereits verjährten Forderungen aufrechnen. Das gilt auch, wenn der Vermieter bei Ansprüchen auf Schadensersatz vor Eintritt der Verjährung keine Geldzahlung nach § 249 Abs. 2 BGB verlangt hat und der Anspruch nur auf Naturalrestitution gerichtet war. Das wurde von manchen Gerichten anders beurteilt, weil in solch einem Fall der Wortlaut von § 215 BGB nicht erfüllt ist. Der Bundesgerichtshof berücksichtigt dagegen die besondere Interessenlage und stellt darauf ab, dass beide Vertragsparteien typischerweise in solchen Fällen von einer möglichen Befriedigung durch die geleistete Mietsicherheit ausgehen.

## Ausnahmen
Diese gesetzlichen Regelungen gelten nicht für gewerbliche Mietverhältnisse (Geschäftsraummiete). In diesem Fall kann die Sicherheit zwischen den Mietparteien frei verhandelt werden. Sowohl die Höhe der Mietkaution als auch die Verzinsung können frei gewählt werden. Wird im Vertrag nicht explizit eine Nichtverzinsung der Mietsicherheit festgehalten, muss diese verzinst werden.

## Arten und Höhe der Sicherheitsleistung
Eine Mietsicherheit (Oberbegriff) kann je nach Abrede zwischen den Parteien in unterschiedlicher Weise gestellt werden. In Betracht kommen die (Bar-)Kaution, Verpfändung, Sicherungsabtretung, Bürgschaft und die Kautionspolice. Jede Sicherheitsleistung des Mieters gegenüber dem Vermieter hat Treuhandcharakter. Diese dient dem Vermieter als Sicherheit für alle aus dem Mietverhältnis gegenüber dem Mieter bestehenden oder bei Auszug entstehenden Ansprüche, insbesondere rückständige Miete, Ansprüche aus Betriebs- bzw. Nebenkostenabrechnungen, Ansprüche auf Schadensersatz wegen Schäden in der Mietwohnung oder auch Schadensersatz wegen nicht durchgeführter Schönheitsreparaturen, sofern der Mieter dazu verpflichtet ist.
Der Vermieter hat das Recht zu bestimmen, wie die vom Mieter geleistete Kaution auf Ansprüche aus dem Mietverhältnis verrechnet wird. Gleichwohl dürfen Forderungen des Vermieters gegen den Mieter, die nicht aus dem Mietverhältnis stammen, ohne besondere einvernehmliche Vereinbarung nicht mit der Kaution verrechnet werden.
Zu beachten ist, dass die Gesamthöhe der Mietsicherheit gemäß § 551 Abs. 1 Satz 1 BGB bei Wohnraummieten das Dreifache der auf einen Monat entfallenden Grundmiete – ohne die als Pauschale oder als Vorauszahlung ausgewiesenen Betriebskosten – nicht übersteigen darf, und zwar auch dann nicht, wenn verschiedene Sicherheiten verwendet werden (Kumulierungsverbot). Wenn die Wohnung zu einem festen Preis warm vermietet wird, muss nach der Neuregelung des § 551 BGB der geschätzte Kostenanteil aus der Warmmiete herausgerechnet werden.

### Barkaution
Eine Barkaution ist vereinbart, wenn der Mieter nach dem Mietvertrag verpflichtet ist, dem Vermieter einen bestimmten Geldbetrag zu übergeben oder auf ein Vermieterkonto einzuzahlen. Der Vermieter hat diese Gelder getrennt von seinem übrigen Vermögen zu verwalten. Er hat sie insolvenzfest und verzinslich (Letzteres gilt nicht bei Jugend- und Studentenwohnheimen) anzulegen (§ 551 Abs. 3 BGB). Der Mieter darf deshalb die Zahlung der Kaution an den Vermieter von der Benennung eines insolvenzfesten Kontos abhängig machen. Geeignet dafür sind insbesondere Sperrkonten.
Allerdings ist die Barkaution nicht vor einem tatsächlichen Missbrauch durch den Vermieter geschützt. Der Vermieter ist als Treuhänder verpflichtet, die Bescheinigung der Bank über die einbehaltene Abschlagsteuer an den Mieter weiterzuleiten sowie bei Beendigung des Mietverhältnisses über die erhaltenen Zinsen abzurechnen.

### Verpfändung
Mietsicherheit durch Verpfändung kann vereinbart werden etwa durch die gebräuchliche Verpfändung eines Sparguthabens, aber auch z. B. Wertpapiere oder andere Geldanlagen wie ein Bausparvertrag können verpfändet werden.
Bei der Verpfändung eines Sparguthabens zahlt der Mieter den Betrag der Mietsicherheit auf ein auf ihn lautendes Sparkonto ein („Mietkautionssparbuch“). Mit diesem verpfändet er sein Recht an der Sparforderung durch Übergabe des Sparbuches an den Vermieter. Voraussetzung ist dabei die Entstehung eines dinglichen Pfandrechtes des Vermieters an der Sparforderung (und nicht etwa nur einer schuldrechtlichen Berechtigung) und die Erklärung der Verpfändung gegenüber dem Kreditinstitut bei Anlage dieses Sparbuches.
Dies hat aus Sicht des Mieters den Vorteil, dass die „Getrenntheit des Vermögens“, die Verzinslichkeit und auch die Insolvenzfestigkeit jederzeit gewährleistet sind.
Die Verpfändung von Postsparbüchern gemäß § 23 Abs. 4 Satz 2 PostG a.F. war während dessen Gültigkeit („a.F.“ = „alte Fassung“) unzulässig, ist aber heute obsolet.

### Sicherungsabtretung
Alternativ kann eine Sparforderung gemäß §§ 398 ff. BGB an den Vermieter sicherungsabgetreten werden. Hierfür ist keine Anzeige gegenüber der Bank erforderlich.

### Bürgschaft
Bei der Mietbürgschaft verbürgen sich Dritte, insbesondere Kreditinstitute im Rahmen des Avalkredits und Versicherungen innerhalb der Mietkautionsversicherung, für die Erfüllung der Verpflichtungen des Mieters aus einem Mietvertrag einzustehen. Die Mietbürgschaft ist eine Sicherheitsleistung, die in gewerblicher Form sowohl durch Kreditinstitute und Versicherungen als auch durch Dritte ausgestellt werden darf. Die Übernahme von Gewährleistungen jeder Art durch Kreditinstitute ist ein Bankgeschäft nach § 1 Nr. 8 KWG (Mietaval), die Kautionsversicherung ist eine Versicherung für fremde Rechnung gemäß § 43 VVG. Nach der Legaldefinition des § 43 Abs. 1 VVG kann der Versicherungsnehmer einen Versicherungsvertrag im eigenen Namen für einen anderen schließen. Der „andere“ ist der Begünstigte aus der Bürgschaft/Garantie, dem die Rechte aus dem Versicherungsvertrag zustehen (§ 44 Abs. 1 VVG), aber durch das Rechtsverhältnis aus der Bürgschaft überlagert werden.
Im Rahmen der Mietbürgschaft verpflichten sich Bürgen, für die aus dem Mietverhältnis resultierenden Verbindlichkeiten des Mieters im Rahmen des § 551 BGB (bei Mietwohnungen) einzustehen. Wird die Mietbürgschaft weder von Banken noch von Versicherungen, sondern durch dritte Nichtbanken gewerblich übernommen, spricht man von einer Wohnbürgschaft. Diese wurde seit Dezember 2008 erstmals durch die „Deutsche Kautionskasse“ angeboten. In der Praxis gibt es zudem insbesondere zwei weitere Bürgen. Im gewerblichen Bereich übernehmen innerhalb eines Konzerns Muttergesellschaften für ihre Tochtergesellschaften und im privaten Bereich Verwandte, wenn die Bonität der eigentlichen Mieter nicht ausreicht, die Mietbürgschaft. In diesem Fall greift jedoch auch die gesetzliche Obergrenze der Sicherheit, denn der Vermieter darf nicht sowohl eine Bürgschaft als auch eine Barsicherheit fordern (Kumulationsverbot). Eine Ausnahme gilt jedoch, wenn ein Dritter eine Bürgschaft stellt, damit ein Mietvertrag überhaupt zustande kommt.
Grundsätzlich besteht für Mieter und Vermieter Vertragsfreiheit in der individuellen Ausgestaltung einer Bürgschaft. Die Bürgschaftsbedingungen berücksichtigen sowohl die gesetzlichen Voraussetzungen des Mietrechts, die individuellen mietvertraglichen Bedingungen als auch die Bedingungen des jeweiligen Bürgen. Zu den anerkannten typischen Bürgschaftsbedingungen gehören insbesondere:
- der Bürge muss den Eintritt des Bürgschaftsfalls nicht prüfen,
- Zahlbarkeit der Bürgschaft auf erste Anforderung (der Vermieter muss also nicht beweisen, dass der Mieter Rückstände hat),
- die Auszahlung erfolgt unverzüglich nach Fälligkeit.

Das Mietaval spart dem Mieter Liquidität und ermöglicht ihm eine freie Nutzung seiner liquiden Mittel, statt diese als Mietsicherheit zu hinterlegen. Für ihren Aufwand und vor allem für ihr Kreditrisiko berechnen die Banken eine Avalprovision.
Sogenannte „selbstschuldnerische Bürgschaften“, wie sie bei Wohnraummieten gelegentlich neben der zu erbringenden Kaution, meistens ohne bestimmte Form und auch nur mit einfacher Unterschrift des Bürgen verlangt werden, haben meistens nur deklatorischen Charakter über die Ernsthaftigkeit der Erfüllung der Mietpflichten. Ein Anspruch durch den Vermieter ergibt sich bei Wohnraummieten für den Bürgen deshalb nicht, da die Formulierungen häufig sich auf mehr als drei Monats-Kalt-Mieten beziehen, neben der Kaution verlangt werden (d. h. in beiden Fällen gegen das „Kumulierungsverbot“ verstoßen, also wesentliche Bedingungen des Mietrechts verletzen), zu unbestimmt sind oder auch wesentliche Bestimmungen zu deren Durchsetzbarkeit nicht aufweisen.

#### Übersicherung bei Bürgschaften
Wenn neben einer Barkaution eine Bürgschaft vereinbart wird, kann es zu einer Übersicherung kommen. Dies ist dann der Fall, wenn Barkaution und Bürgschaft bei einer Miete über Wohnraum zusammen drei Kalt-Monatsmieten überschreiten. Hier darf der Vermieter im Ergebnis von Mieter und Bürgen zusammen keinen die drei Monatsmieten übersteigenden Betrag verlangen. Dies führt neben einer drei Monatsmieten nicht überschreitenden Barkaution nach dem Bundesgerichtshof zur Unwirksamkeit der Bürgschaftssicherung. Nicht anwendbar ist die Begrenzung aus § 551 BGB dagegen auf eine Bürgschaft, die (nach Vertragsabschluss) gestellt wird, um eine Kündigung wegen Mietschulden zu vermeiden.

### Kautionspolice oder Mietkautionsversicherung
Eine Kautionspolice oder Mietkautionsversicherung ist ein Versicherungsvertrag, dessen Vertragsgegenstand eine Mietsicherheit zur Absicherung eines Mietverhältnisses ist. Gegen jährliche Zahlung einer Versicherungsprämie befreit sie den Mieter von der sonst üblichen Hinterlegung einer Mietkaution auf ein Kautionskonto oder Sparbuch. Die Höhe der Mietsicherheit ist auf das Dreifache der Nettokaltmiete begrenzt und wird in der Kautionspolice vermerkt. Als Urkunde über einen Vertrag zwischen dem Versicherer und dem Mieter, wird die Kautionspolice beim Vermieter hinterlegt und gilt als Beweis des bestehenden Versicherungsschutzes.
Endet das Mietverhältnis, ohne dass der Vermieter Schadenansprüche aus dem Mietverhältnis geltend macht, wird die Versicherung wieder gekündigt. Sollte der Vermieter jedoch Ansprüche auf Zahlung der Mietkaution geltend machen, erhält der Vermieter sein Geld als Garantiezahlung aus der Versicherungsleistung, was wiederum den Mieter zu einer vertraglich geregelten Rückzahlung der Mietkautionssumme verpflichtet.
Die Kautionspolice ist unpfändbar und schützt die Ansprüche des Vermieters vor einer gemäß aktueller Rechtslage möglichen Pfändung eines Kautionskontos durch Drittgläubiger. Für den Vermieter bedeutet das, dass er seine Ansprüche auf Zahlungen aus Mietrückständen, Instandsetzungsarbeiten oder fehlenden Nebenkostenerstattungen unabhängig von Forderungen Dritter durchsetzen kann.
Voraussetzung für eine Kautionspolice ist eine ausreichende Bonität. Für die Kautionspolice zahlt der Mieter eine jährliche Versicherungsprämie. Bringt der Mieter die Kaution dagegen selbst auf und investiert sie z. B. in Wertpapieren, die er an den Vermieter verpfändet (siehe oben unter „Verpfändung“), fallen die Erträge aus der Kaution dem Mieter zu.

### Vermieterpfandrecht
Das Vermieterpfandrecht ist ein gesetzliches Pfandrecht in Form der Mietsicherheit des Vermieters für Forderungen aus dem Mietverhältnis, die keiner Vereinbarung bedarf. Vielmehr entsteht es kraft Gesetzes mit Einbringung der Sachen (§ 562 Abs. 1 BGB) und kann mit ihrer Entfernung wieder erlöschen (§ 562a BGB). Das Vermieterpfandrecht kann jedoch im Mietvertrag ausgeschlossen werden. Der Mieter kann die Geltendmachung durch Sicherheitsleistung abwenden (§ 562c BGB). Vom Vermieterpfandrecht ausgenommen sind unpfändbare Gegenstände (§ 562 Abs. 1 Satz 2 BGB, § 811 ZPO).
Es unterscheidet sich von der Mietkaution insbesondere dadurch, dass der Vermieter von dem Vermieterpfandrecht auch schon während des laufenden Mietverhältnisses uneingeschränkt – und nicht nur wegen unstreitiger oder rechtskräftig festgestellter Forderungen – Gebrauch machen kann.
Praktisch relevant ist das Vermieterpfandrecht etwa bei der Berliner Räumung und bei der Geschäftsraummiete. Bei der Wohnraummiete tritt seine Sicherungsfunktion meist hinter der Kaution zurück.

## Übernahme durch Leistungsträger
Für Leistungsempfänger können Leistungsträger unter den Voraussetzungen des § 22 Abs. 6 SGB II die Mietkaution als Darlehen zur Verfügung stellen: „Aufwendungen für eine Mietkaution und für Genossenschaftsanteile sollen als Darlehen erbracht werden.“ Dabei versuchen die Jobcenter, eine Tilgung von Mietkautionsdarlehen gegen den Regelbedarf aufzurechnen. Dies führt regelmäßig zu einer längerfristigen Unterdeckung des Bedarfes. Dieser Praxis traten die Gerichte seit 2006 entgegen. Das Bundessozialgericht (BSG) entschied 2015, dass das Jobcenter die Tilgungsraten für das Mietkautionsdarlehen nicht einbehalten durfte.

## Zeitpunkt der Leistung
Selbst dann, wenn Mieter und Vermieter bei Abschluss eines Mietvertrages ausdrücklich vereinbaren, dass die Mietsicherheit vollständig zu Beginn des Mietverhältnisses erbracht werden muss, hat der Mieter das Recht, die Sicherheit in drei Monatsraten zu leisten. Dies entschied das Landgericht Lüneburg. Die Lüneburger Richter gaben zur Begründung an, die gesetzliche Regelung in § 551 Abs. 2 Satz 1 BGB, die dem Mieter eine Ratenzahlung ermögliche, sei zwingend und könne daher durch vertragliche Absprachen nicht umgangen werden. Der Mieter müsse somit die erste Rate zu Beginn des Mietverhältnisses und die beiden nachfolgenden Raten in den darauffolgenden Monaten leisten.
Eine Barkaution kann in drei Monatsraten gezahlt werden (§ 551 Abs. 2 BGB). Diese Regelung wird auf die Verpfändung von einem Sparbuch entsprechend angewendet, indem das Sparbuch lediglich innerhalb dieser Zeit entsprechend aufgestockt werden muss. Anders lautende Vertragsabsprachen sind unwirksam (§ 551 Abs. 4 BGB), führen aber nicht zur generellen Unwirksamkeit der Kautionsvereinbarung.
Der mietvertraglich vereinbarte Anspruch des Vermieters auf Zahlung der Mietsicherheit (Kaution) unterliegt, wie alle Ansprüche, der Verjährung. Maßgeblich ist die Regelverjährung von drei Jahren gem. § 195 BGB, die nach § 199 Abs. 1 BGB mit dem Schluss des Jahres beginnt, in dem der Anspruch entstanden ist. Die Verjährungsfrist beginnt nicht erst mit dem Ablauf der Mietzeit.

## Zeitpunkt und Umfang der Rückzahlung
Mit der Beendigung des Mietverhältnisses entsteht der grundsätzliche Anspruch des Mieters auf Rückgewährung der Mietsicherheit. Je nach Art der Mietsicherheit bestehen unterschiedliche Ansprüche. Bei einer Barkaution besteht ein Anspruch auf Rückzahlung. Wann dieser Anspruch fällig wird und vom Mieter tatsächlich verlangt werden kann, blieb umstritten. Der Bundesgerichtshof hat 2016 entschieden, dass der Anspruch fällig wird, wenn eine angemessene Überlegungsfrist abgelaufen ist und dem Vermieter keine Forderungen aus dem Mietverhältnis mehr zustehen, wegen derer er sich aus der Sicherheit befriedigen darf. Damit genügt der reine Ablauf der Überlegungsfrist von 3 bis 6 Monate alleine nicht.
Ansonsten ist die Mietsicherheit inklusive der erfolgten Verzinsung an den Mieter zurückzuzahlen. Mit dem Zugang der Abrechnung über die Mietkaution beim Mieter wird der Rückzahlungsanspruch fällig. Hat der Vermieter die Mietsicherheit vorbehaltlos und vollständig zurückgezahlt, kann – abhängig von den konkreten Umständen im Einzelfall – davon ausgegangen werden, dass er die Mietsache als vertragsgemäß anerkennt und keine Ansprüche auf Schadensersatz mehr geltend machen kann.
Verletzt der Vermieter die Anlagepflicht bezüglich der Mietsicherheit, so hat der Mieter ein Schadensersatzanspruch aus den §§ 280 Abs. 1, 551 Abs. 3 BGB für den nicht realisierten Zinsertrag. Die Schadenshöhe bestimmt sich grundsätzlich nach dem Zinsertrag, der bei ordnungsgemäßer Anlage der Mietsicherheit üblicherweise erwirtschaftet worden wäre. Haben die Mietparteien eine andere Anlageform der Mietsicherheit vereinbart, so ist der zu ersetzende Schaden der, der bei vereinbarungsgemäßer Anlage entstanden wäre.
Wechselt der Vermieter durch Verkauf des Gebäudes (§ 566 BGB; „Kauf bricht nicht Miete“), dann übernimmt der neue Vermieter sämtliche Rechte und Pflichten bezüglich der geleisteten Mietsicherheit (§ 566a BGB). Wenn der Mieter die Rückzahlung vom neuen Vermieter nicht erlangen kann, dann bleibt der alte Vermieter in der Pflicht, dem Mieter die geleistete Mietsicherheit zurückzugewähren.